# Angus Groom
Angus Groom, född 16 juni 1992, är en brittisk roddare.
Groom tävlade för Storbritannien vid olympiska sommarspelen 2016 i Rio de Janeiro, där han slutade på 5:e plats i scullerfyra. Övriga i roddarlaget var Jack Beaumont, Sam Townsend och Peter Lambert. Vid olympiska sommarspelen 2020 i Tokyo tog Groom silver tillsammans med Harry Leask, Tom Barras och Jack Beaumont i scullerfyra.